# Aneta Grabmüllerová
Aneta Grabmüllerová (1993) es una deportista checa que compite en triatlón. Ganó una medalla de bronce en el Campeonato Mundial de Triatlón Campo a Través de 2021 y dos medallas de plata en el Campeonato Mundial de Triatlón de Invierno, en los años 2024 y 2025.

## Palmarés internacional
| Campeonato Mundial | Campeonato Mundial           | Campeonato Mundial | Campeonato Mundial |
| Año                | Lugar                        | Medalla            | Prueba             |
| ------------------ | ---------------------------- | ------------------ | ------------------ |
| 2021               | Guijo de Granadilla (España) | Medalla de bronce  | Individual         |

| Campeonato Mundial | Campeonato Mundial | Campeonato Mundial | Campeonato Mundial |
| Año                | Lugar              | Medalla            | Prueba             |
| ------------------ | ------------------ | ------------------ | ------------------ |
| 2024               | Pragelato (Italia) | Medalla de plata   | Individual         |
| 2025               | Cogne (Italia)     | Medalla de plata   | Individual         |